# 19658 Sloop
19658 Sloop è un asteroide della fascia principale. Scoperto nel 1999, presenta un'orbita caratterizzata da un semiasse maggiore pari a 2,5820526 UA e da un'eccentricità di 0,0681545, inclinata di 2,16696° rispetto all'eclittica.